# Брудні гроші (фільм, 1933)
«Брудні гроші» (англ. Blood Money) — американський фільм нуар режисера Роуленда Брауна 1933 року.

## У ролях
- Джордж Бенкрофт — Білл Бейлі
- Френсіс Ді — Елейн Телберт
- Чік Чандлер — Друрі Дарлінґ
- Джудіт Андерсон — Рубі Дарлінґ
- Блоссом Сілі — співак
- Етьєн Жирардо — Бейл Клерк Бонд
- Джордж Регас — Чарлі
- Тереза Гарріс — Джесіка, покоївка Рубін
- Кетлін Вільямс — жінка в нічному клубі, що носить монокль
- Джон Блейфер — Бомбмакер
- Енн Броді — єврейський клієнт
- Сандра Шоу — Джоб Сікер
- Генрі Колкер — газетний редактор
- Бредлі Пейдж — прокурор округу